# Gare de Goussainville
Gare de Goussainville vasútállomás és RER állomás Franciaországban, Goussainville településen.

## Vasútvonalak
Az állomást az alábbi vasútvonalak érintik:
- Párizs-Lille-vasútvonal

## Kapcsolódó állomások
A vasútállomáshoz az alábbi állomások vannak a legközelebb:
- Gare des Noues (Gare de Creil, D RER-vonal)
- Gare de Villiers-le-Bel - Gonesse - Arnouville (Gare de Melun, D RER-vonal)

## Lásd még
- Franciaország vasútállomásainak listája
- A RER állomásainak listája